# الکساندر کاپوستین
الکساندر کاپوستین (انگلیسی: Oleksandr Kapustin؛ زادهٔ ۲۸ اکتبر ۱۹۷۷) ورزشکار روئینگ اهل اوکراین است. او همچنین از قایقرانان روئینگ بازی‌های المپیک تابستانی ۱۹۹۶ بوده‌است.